# 德羅契爾半島
71°25′S 73°20′W / 71.417°S 73.333°W
德羅契爾半島（英語：Derocher Peninsula）是南極洲的半島，位於亞歷山大一世島，處於貝多芬半島北面，以美國海軍指揮官命名，現時受南極條約體系管理。